# Liste der Biografien/Abb
Liste der Biografien |
Portal Biografien |
Personensuche
# |
A |
B |
C |
D |
E |
F |
G |
H |
I |
J |
K |
L |
M |
N |
O |
P |
Q |
R |
S |
T |
U |
V |
W |
X |
Y |
Z |
?
 
Aa |
Ab |
Ac |
Ad |
Ae |
Af |
Ag |
Ah |
Ai |
Aj |
Ak |
Al |
Am |
An |
Ao |
Ap |
Aq |
Ar |
As |
At |
Au |
Av |
Aw |
Ax |
Ay |
Az
 
Aba |
Abb |
Abc |
Abd |
Abe |
Abf |
Abg |
Abh |
Abi |
Abj |
Abk |
Abl |
Abm |
Abn |
Abo |
Abp |
Abr |
Abs |
Abt |
Abu |
Abw |
Aby |
Abz
Die Liste der Biografien führt alle Personen auf, die in der deutschsprachigen Wikipedia einen Artikel haben. Dieses ist eine Teilliste mit 445 Einträgen von Personen, deren Namen mit den Buchstaben „Abb“ beginnt.

## Abb
- Abb, Edmund (1878–1944), deutscher Lehrer und Hochschulleiter
- Abb, Fritz (1930–2005), deutscher Volkswirt und Hochschullehrer
- Abb, Gustav (1886–1945), deutscher Bibliothekar
- Abb, Wilhelm (1915–2010), deutscher Geodät und Verwaltungsbeamter

### Abba
- Abba Arikha († 247), jüdischer Gelehrter
- Abba bar Abba, jüdischer Schriftgelehrter
- Abba Kimet, Gana (* 1946), tschadischer Leichtathlet
- Abba Mari, provenzalischer Halachist, Talmudist und Religionsphilosoph
- Abba Saul ben Batnit, jüdischer Gelehrter
- Abba, Bérangère (* 1976), französische Politikerin (en marche), Abgeordnete der französischen Nationalversammlung, Staatssekretärin für Biodiversität
- Abba, Cele (1906–1992), italienische Theater- und Filmschauspielerin
- Abba, Christopher Shaman (1935–2010), nigerianischer Geistlicher, Bischof von Yola
- Abba, Giuseppe Cesare (1838–1910), italienischer Schriftsteller und Freiheitskämpfer
- Abba, Mahamat Seïd (1935–2014), tschadischer Politiker
- Abba, Marta (1900–1988), italienische SchauspielerinMarta Abba (1900–1988)

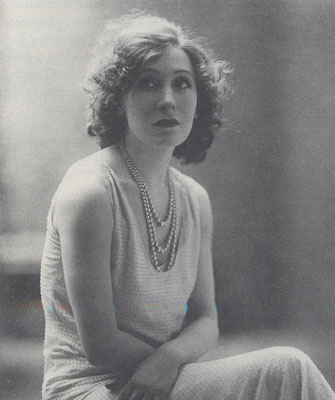
Marta Abba (1900–1988)

- Abbà, Silvano (1911–1942), italienischer Soldat und Moderner Fünfkämpfer
- Abba, Yousif (* 1951), irakischer Geistlicher, syrisch-katholischer Erzbischof von Bagdad
- Abbad I. († 1042), Herrscher des Taifa-Reiches Sevilla
- Abbad ibn Bischr (597–632), Gefährte des Islamischen Propheten Muhammed
- Abbad II. al-Mu'tadid († 1069), Herrscher des Taifa-Reiches Sevilla
- Abbad y Lasierra, Íñigo († 1813), spanischer Benediktiner und Verfasser der ersten historischen Darstellung Puerto Ricos
- Abbadi, Abdul Salam (1943–2020), jordanischer Politiker, Minister für Awqaf und Islamische Angelegenheiten von Jordanien
- Abbadi, Hassan (* 1943), marokkanischer Politiker
- Abbadia, Luigia (1821–1896), italienische Opernsängerin (Sopran)
- Abbadia, Natale (1792–1861), italienischer Komponist und Gesangslehrer
- Abbadia, Pancracio Loureiro d’, brasilianischer Musiker
- Abbadie d’Arboucave, Bernard d’ († 1732), französischer Theologe und Bischof
- Abbadie d’Arrast, Harry d’ (1897–1968), französisch-amerikanischer Filmregisseur der späten Stummfilm- und frühen Tonfilmzeit
- Abbadie d’Arrast, Jean-Charles d’ (1821–1901), französischer Politiker
- Abbadie d’Arrast, Marie d’ (1837–1913), französische Philanthropin und Feministin
- Abbadie d’Espalungue, Charles d’ († 1724), französischer Offizier
- Abbadie, Antoine Thomson d’ (1810–1897), französischer Geograph
- Abbadie, Arnaud (1797–1870), französischer Jurist
- Abbadie, Arnaud-Michel d’ (1815–1893), französischer Geograph
- Abbadie, Bernard d’, französischer Jurist
- Abbadie, Jacques († 1727), französischer reformierter Theologe
- Abbadie, Jean-Pierre d’ († 1609), französischer Geistlicher und Bischof von Lescar
- Abbadie, Julio (1930–2014), uruguayischer Fußballspieler und Trainer
- Abbadie, Laurent d’ (1776–1851), französischer Politiker
- Abbadie, Michel d’ (1772–1832), französischer Reeder
- Abbadie, Vincent (1737–1814), französischer Chirurg
- Abbado, Claudio (1933–2014), italienischer Dirigent und Politiker, Mitglied des Senato della RepubblicaClaudio Abbado (1933–2014)

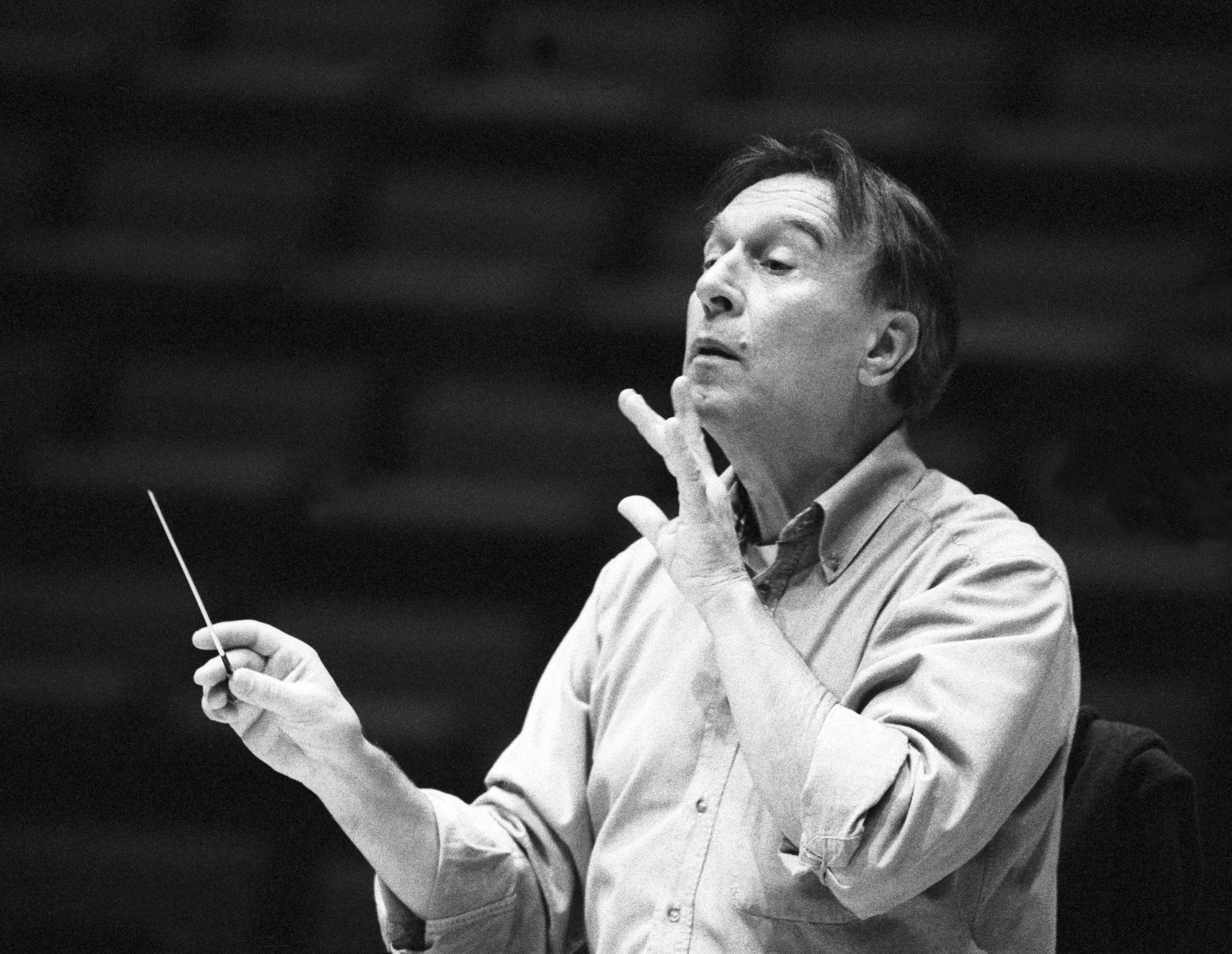
Claudio Abbado (1933–2014)

- Abbado, Marcello (1926–2020), italienischer Komponist und Pianist
- Abbado, Michelangelo (1900–1979), italienischer Violinist, Musikpädagoge und Dirigent
- Abbado, Roberto (* 1954), italienischer Dirigent
- Abbagnale, Agostino (* 1966), dreifacher Olympiasieger im Rudern
- Abbagnale, Carmine (* 1962), italienischer Ruderer
- Abbagnale, Giuseppe (* 1959), italienischer Ruderer
- Abbagnale, Vincenzo (* 1993), italienischer Ruderer
- Abbagnano, Nicola (1901–1990), italienischer Philosoph
- Abbagnato, Anastasia (* 2003), italienische Tennisspielerin
- Abbahu, jüdischer Gelehrter (Amoräer)
- Abbakumow, Stepan (1870–1919), ukrainischer Dirigent, Komponist und Musikpädagoge
- Abbal, André (1876–1953), französischer Bildhauer
- Abbal, Pierre-Basile-Joseph (1799–1890), französischer Geistlicher und Politiker
- Abbamonte, Giuseppe (1759–1818), italienischer Politiker
- Abban, König von Jamchad
- Abban von Magheranoidhe, Heiliger der katholischen Kirche
- Abban, Isaac Kobina (1933–2001), ghanaischer Chief Justice
- Abbariki, Salman (* 1986), iranischer Kugelstoßer
- Abbas (1944–2018), iranisch-französischer Fotojournalist und Essayist
- Abbas Afridi (* 2001), pakistanischer Cricketspieler
- Abbas b. al-Ahnaf, al-, Ghasal-Dichter der Abbasidenzeit
- Abbas I. (1571–1629), persischer SchahAbbas I. (1571–1629)

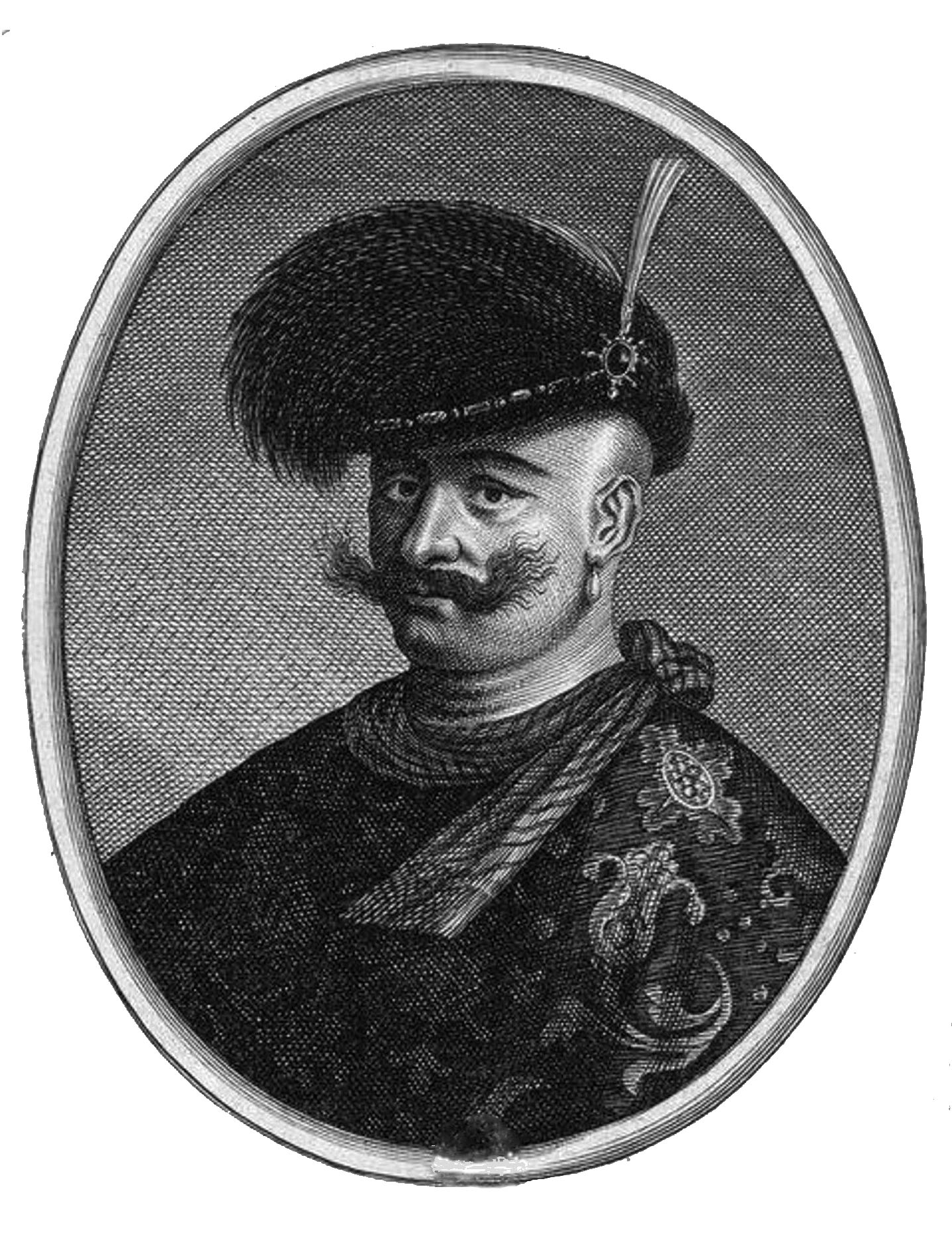
Abbas I. (1571–1629)

- Abbas I. (1813–1854), Wali von Ägypten
- ʿAbbās ibn ʿAbd al-Muttalib, al-, Onkel des Propheten Muhammad
- Abbas ibn Abi l-Futuh († 1154), Wesir der Fatimiden
- Abbas ibn al-Walid, al- († 750), arabischer Feldherr
- ʿAbbās ibn ʿAlī, al- (647–680), Halbbruder des Husain ibn Ali, schiitischer Märtyrer
- Abbas ibn Amr al-Ghanawi († 917), arabischer Feldherr
- Abbas ibn Firnas, Dichter, Gelehrter und Flugpionier berberischer Abstammung in al-Andalus
- Abbas ibn Schuaib († 1025), Prinz der Fatimiden, designierter Imam
- Abbas II. (1633–1666), Schah von Persien
- Abbas II. (1874–1944), letzter Khedive von Ägypten
- Abbas III. (1731–1740), Schah von Persien
- Abbas, Abdulkerim (1921–1949), uigurischer Führer in Xinjiang, Republik China
- Abbas, Abu (1948–2004), palästinensischer Untergrundkämpfer
- Abbas, Abubakar (* 1996), bahrainischer Sprinter nigerianischer Herkunft
- Abbas, Alfons (1854–1924), deutscher Geiger und Bratschist
- Abbas, Ali (* 1986), irakischer Fußballspieler
- Abbas, Ali Ismail (* 1991), irakisch-britischer Kriegsgeschädigter (Irakkrieg)
- Abbas, Ali Mahmoud (* 1964), syrischer Generalmajor, Verteidigungsminister
- Abbas, Bassim (* 1982), irakischer Fußballspieler
- Abbas, Fatin (* 1982), sudanesisch-US-amerikanische Schriftstellerin englischer Sprache
- Abbas, Ferhat (1899–1985), algerischer Politiker

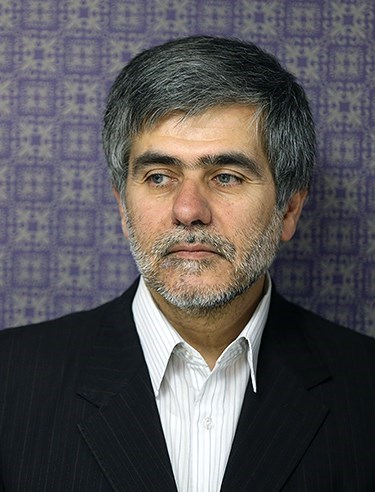
Fereidun Abbassi (1958–2025)

- Abbas, Hisham (* 1963), ägyptischer Sänger
- Abbas, Jamila (* 1984), kenianische IT-Expertin und Unternehmerin
- Abbas, Khwaja Ahmad (1914–1987), indischer Filmregisseur, Drehbuchautor und Journalist
- Abbas, Kusam ibn, arabischer Staatsmann, Prediger
- Abbas, Mahmud (* 1935), palästinensischer Politiker, Präsident der Palästinensischen Autonomiebehörde (seit 2005), Präsident des Staates Palästina (seit 2008)Mahmud Abbas (* 1935)

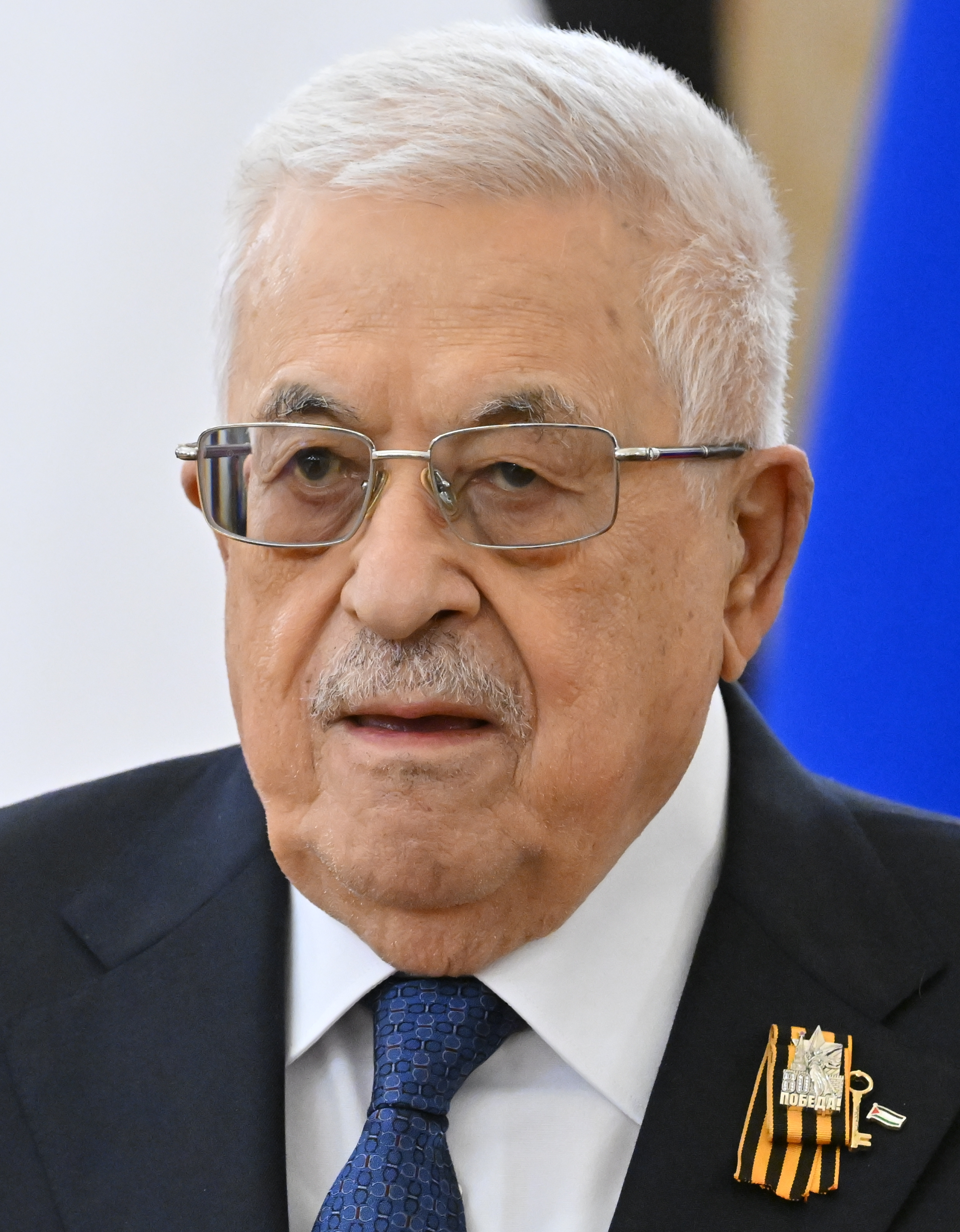
Mahmud Abbas (* 1935)

- Abbas, Maldoum Bada (1952–2006), tschadischer Politiker
- Abbas, Mansour (* 1974), israelischer Politiker
- Abbas, Max (1844–1923), deutscher Bibliothekar und Flötist
- Abbas, Mazhar (* 1958), pakistanischer Journalist
- Abbas, Medhat, palästinensischer Arzt
- Abbas, Meriam (* 1970), deutsch-irakische Schauspielerin
- Abbas, Mohamed Nasir (* 1996), katarischer Sprinter
- Abbas, Mohammed (* 1980), ägyptischer Squashspieler
- Abbas, Muhammad (* 1986), pakistanischer Skirennläufer
- Abbas, Nada (* 2000), ägyptische Squashspielerin
- Abbas, Rahman (* 1972), indischer Romanautor
- Abbas, Rasha (* 1984), syrische Schriftstellerin und Journalistin
- Abbas, Rushan (* 1967), uigurisch-amerikanische Menschenrechtsaktivistin
- Abbas, Shajar (* 2000), pakistanischer Leichtathlet
- Abbas, Shamsul Azhar, malaysischer Unternehmer
- Abbas, Sohail (* 1975), pakistanischer Feldhockey-Verteidiger
- Abbas, Wael (* 1974), ägyptischer Journalist, Blogger und Menschenrechtsaktivist
- Abbas, Walid (* 1985), Fußballspieler aus den Vereinigten Arabischen Emiraten
- ʿAbbās, Yāsir (* 1962), palästinensisch-kanadischer Geschäftsmann
- Abbas, Youssouf Saleh (* 1952), tschadischer Politiker
- Abbas, Yusuf Ali (* 2003), bahrainischer Sprinter
- Abbasa, Schwester des Kalifen Harun al-Raschid
- Abbasi, Ali (* 1981), iranischer Filmregisseur und DrehbuchautorAli Abbasi (* 1981)

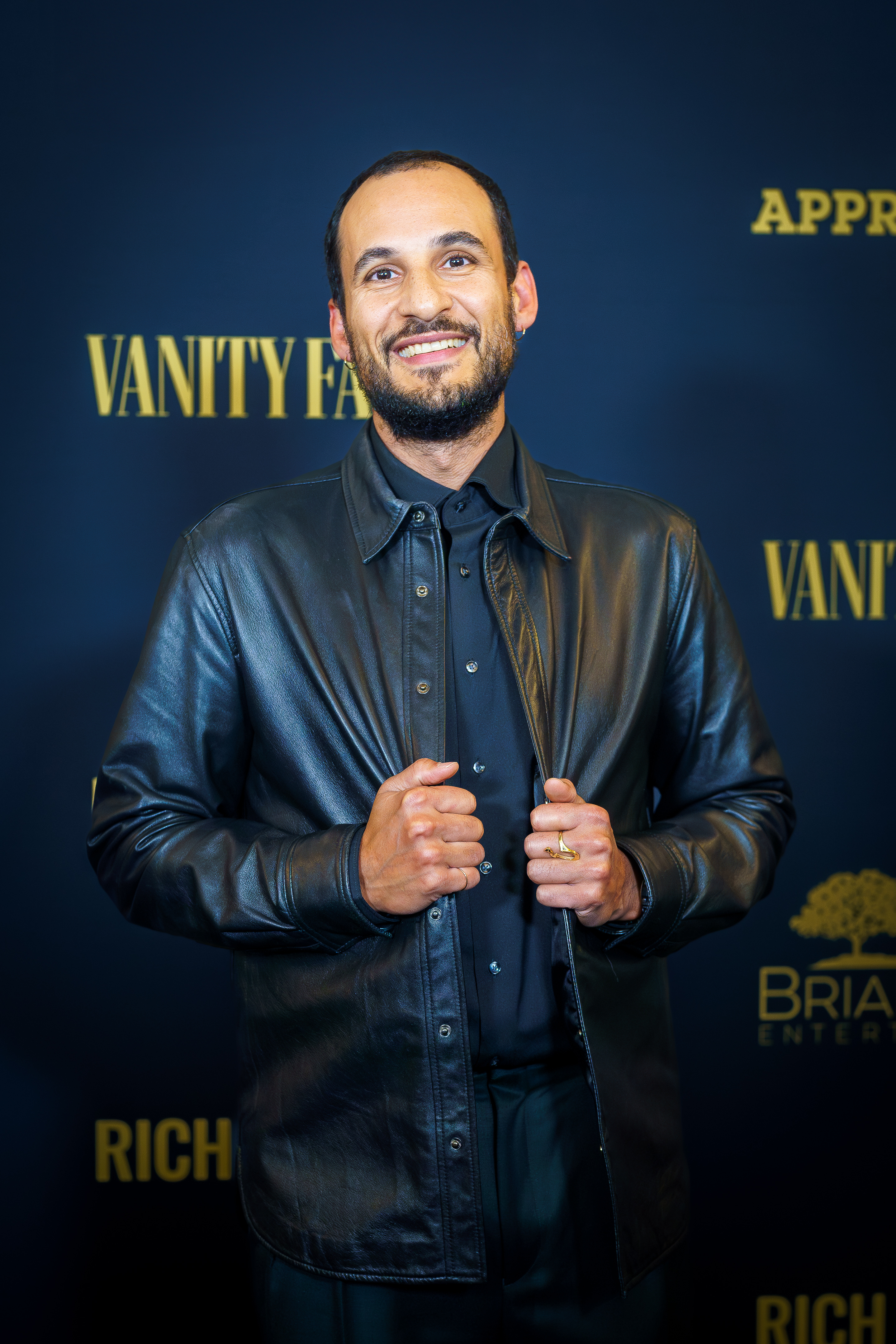
Ali Abbasi (* 1981)

- Abbasi, Hanif (* 1966), pakistanischer Politiker
- Abbasi, Hassan, Mitglied der iranischen Revolutionsgarden
- Abbasi, Kurosch (* 1986), deutscher Schauspieler und Sänger mit persischen Wurzeln
- Abbasi, Rez (* 1965), US-amerikanischer Jazzmusiker
- Abbasi, Reza († 1635), persischer Miniaturmaler und Kalligraph
- Abbasi, Rizwan, schottischer Schauspieler
- Abbasi, Shahid Khaqan (* 1958), pakistanischer Politiker der Pakistan Muslim League
- Abbasi, Soulmaz (* 1984), iranische Ruderin
- Abbasifar, Hasan (* 1972), iranischer Schachgroßmeister
- Abbasov, Əli (* 1953), aserbaidschanischer Informatiker und Politiker
- Abbasov, Əliəddin (* 1952), aserbaidschanischer Chemiker
- Abbasov, Arif (1937–2005), aserbaidschanischer Ethnograph
- Abbasov, Əşrəf (1920–1992), sowjetischer Komponist, Musikpädagoge und Musikwissenschaftler aserbaidschanischer Herkunft
- Abbasov, Əyyub (1905–1957), aserbaidschanischer Schriftsteller
- Abbasov, Cəlal (* 1957), aserbaidschanischer Komponist und Folklorist
- Abbasov, Fərid (* 1979), aserbaidschanischer Schachgroßmeister und -trainer
- Abbasova, Mehrinoz (* 1995), usbekische Dichterin, Journalistin und Literaturkritikerin
- Abbasova, Melahat (* 1966), türkische Schauspielerin
- Abbasow, Wahid (* 1997), russisch-serbischer Boxer
- Abbass, Hiam (* 1960), israelisch-arabische Schauspielerin und Filmregisseurin
- Abbassi, Alireza, iranischer Kalligraf und Kalligrafielehrer
- Abbassi, El Hassan el- (* 1984), bahrainischer Langstreckenläufer marokkanischer Herkunft
- Abbassi, Fereidun (1958–2025), iranischer Physiker, Hochschullehrer und Leiter des nationalen AtomprogrammsFereidun Abbassi (1958–2025)
- Abbassi, Nader (* 1963), ägyptischer Sänger, Fagottist, Dirigent und Komponist
- Abbassi, Suri (* 1994), deutsche Schauspielerin, Radioreporterin, Redakteurin, Kultur- und Medienwissenschaftlerin
- Abbassow, Asat Sinnatowitsch (1925–2006), sowjetisch-tatarischer Opernsänger (Tenor)
- Abbate, Carlo, italienischer Musiktheoretiker, Komponist und Franziskanerpriester
- Abbate, Carolyn (* 1955), US-amerikanische Musikwissenschaftlerin
- Abbate, Charles, US-amerikanischer Musiker und Songwriter
- Abbate, Ernesto (1881–1934), italienischer Dirigent und Komponist
- Abbate, Federica (* 1991), italienische Songwriterin und Sängerin
- Abbate, Gennaro (1874–1954), italienischer Dirigent und Komponist
- Abbate, Janet (* 1962), US-amerikanische Informatikerin und Sozialwissenschaftlerin
- Abbate, Lirio (* 1971), italienischer Journalist des italienischen Magazins L'espresso
- Abbate, Luigi (* 1958), italienischer Komponist und Musikpädagoge
- Abbate, Mario (1927–1981), italienischer Sänger und Schauspieler
- Abbate, Michele (* 1970), italienischer Philosophiehistoriker
- Abbate, Sandro (* 1979), deutscher Autor, Journalist und Texter
- Abbate, Tullio (1944–2020), italienischer Rennsportbootfahrer (Offshore-Rennfahrer) und Schiffsbauunternehmer
- Abbatescianni, Davide (* 1991), italienischer Journalist und Filmkritiker
- Abbath (* 1973), norwegischer MusikerAbbath (* 1973)

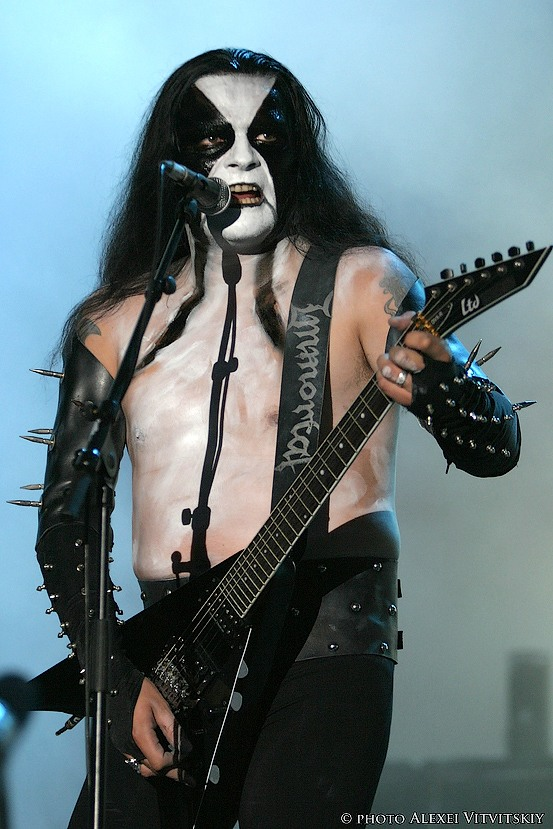
Abbath (* 1973)

- Abbati Olivieri, Vincenzo degli (1728–1794), italienischer Musikkritiker und Komponist
- Abbati, Achille (1857–1914), italienischer Dirigent, Komponist und Musikpädagoge
- Abbati, Francesco Maria (1660–1735), Bischof von Carpentras
- Abbati, Gaspare (1821–1885), italienischer Geiger, Dirigent und Komponist
- Abbati, Giuseppe (1836–1868), italienischer Maler
- Abbati, Ottavio (1897–1951), italienischer Antifaschist und Publizist
- Abbati, Pietro Giovanni, italienischer Prospekt-, Dekorations- und Bühnenmaler sowie Kupferstecher
- Abbatia, Antoine d’, französischer Dichter und Jurist in Toulouse
- Abbatia, Bernard, französischer Astrologe, Arzt und Jurist
- Abbatini, Antonio Maria, italienischer Komponist
- Abbatini, Guido Ubaldo († 1656), italienischer Maler und Mosaizist
- Abbatt, Agnes Dean (1847–1917), US-amerikanische Malerin
- Abbatucci, Antoine Dominique (1774–1798), französischer Militärführer korsischer Abstammung
- Abbatucci, Antoine Dominique (1818–1878), französischer General
- Abbatucci, Jacques Pierre (1723–1813), korsischer General
- Abbatucci, Jacques Pierre Charles (1791–1857), französischer Politiker
- Abbatucci, Jean Charles (1771–1796), französischer General
- Abbatucci, Jean Charles (1816–1885), französischer Jurist und Politiker
- Abbatucci, Paul Séverin (1821–1888), französischer Politiker
- Abbaudus, katholischer Theologe und Abt
- Abbayne, C., englischer Maler

### Abbe
- Abbé Pierre (1912–2007), französischer katholischer Priester und Kapuziner
- Abbé, Caroline (* 1988), Schweizer Fussballspielerin
- Abbe, Cleveland (1838–1916), US-amerikanischer Astronom und erster Meteorologe
- Abbe, Elfriede (1919–2012), US-amerikanische Bildhauerin, Holzgraveurin und Illustratorin botanischer Werke
- Abbe, Ernst (1840–1905), deutscher Astronom, Mathematiker, Physiker, Optiker, Unternehmer und SozialreformerErnst Abbe (1840–1905)

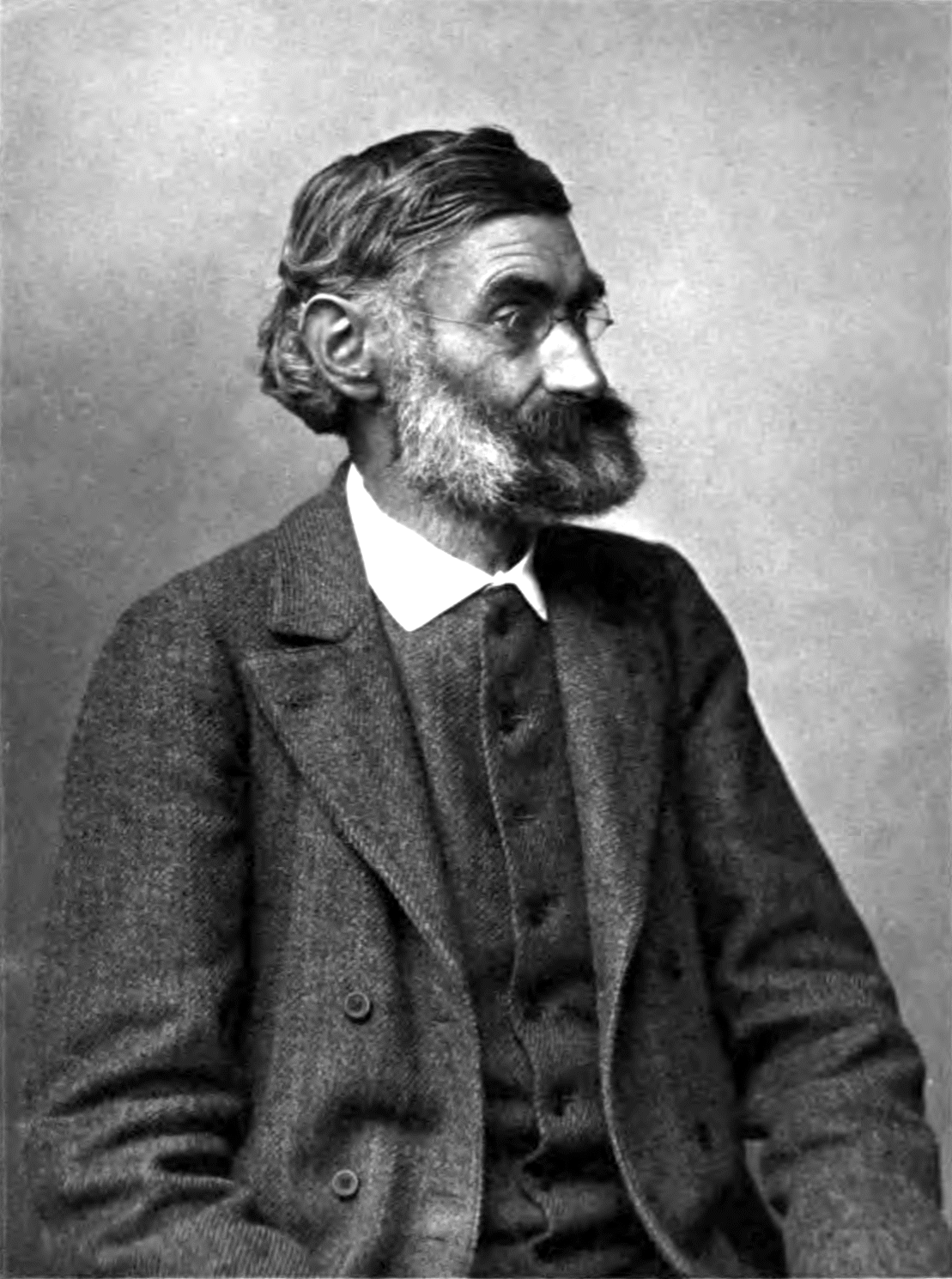
Ernst Abbe (1840–1905)

- Abbé, Ernst (* 1948), deutscher Fußballspieler
- Abbé, Franz (1874–1936), deutscher Architekt, deutscher Turner
- Abbé, Hendrik, flämischer Maler und Zeichner
- Abbe, James (1883–1973), amerikanischer Fotograf, Journalist und Radiomoderator
- Abbé, Louis Jean Nicolas (1764–1834), französischer General
- Abbe, Olly van (1935–2017), niederländische Malerin und Bildhauerin
- Abbe, Robert (1851–1928), US-amerikanischer Chirurg und Radiologe
- Abbeel, Pieter (* 1977), belgischer Informatiker
- Abbehusen, August (1875–1941), deutscher Architekt
- Abbelen, Klaus (* 1960), deutscher Rennfahrer und UnternehmerKlaus Abbelen (* 1960)

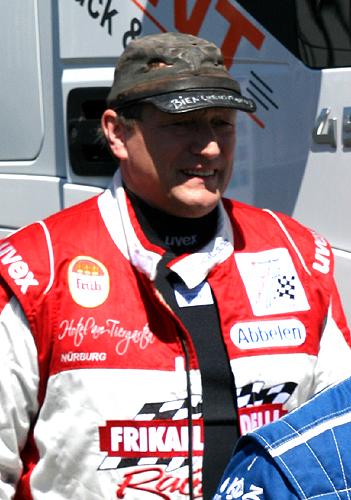
Klaus Abbelen (* 1960)

- Abbeloos, Jean Baptiste (1836–1906), belgischer Orientalist
- Abbema, Elisabeth (* 1638), einflussreiche Frau in der niederländischen Kolonie Niederländisch-Indien
- Abbema, Leo von (1852–1929), deutscher Architekt
- Abbéma, Louise (1853–1927), französische Malerin des Impressionismus
- Abbema, Wilhelm von (1812–1889), deutscher Kupferstecher und Radierer
- Abberger, Erich (1895–1988), deutscher Generalmajor im Zweiten Weltkrieg
- Abberger, Siegfried, deutscher Chemiker und Hochschullehrer
- Abberline, Frederick (1843–1929), britischer Inspektor der London Metropolitan Police
- Abbes de Cabrebolles, Guillaume d’ (1718–1802), französischer Advokat, Literat und Enzyklopädist
- Abbes García, Johnny (* 1924), dominikanischer Geheimdienstler, Geheimdienstchef der Dominikanischen Republik
- Abbes, Abdel-Kader (1914–1995), algerischer Radrennfahrer
- Abbes, Claude (1927–2008), französischer Fußballtorhüter
- Abbes, Emira (* 1996), deutsche Curlerin
- Abbès, Frédéric, französischer Prähistoriker
- Abbes, Guillaume († 1686), französischer Theologe
- Abbes, Nacir (* 1958), algerischer Tennisspieler
- Abbes, Radouane (* 1965), algerischer Fußballspieler
- Abbet, Joseph-Émile (1847–1914), Schweizer römisch-katholischer Ordensgeistlicher, Abtbischof der Territorialabtei Saint-Maurice
- Abbet, Jules-Maurice (1845–1918), Bischof von Sitten
- Abbetmeyer, Theodor (1869–1944), deutscher Lehrer, Schuldirektor, Journalist, nationalistischer Kulturpolitiker in Hannover
- Abbett, Leon (1836–1894), US-amerikanischer Politiker
- Abbey, Alonzo Judson (1825–1887), US-amerikanischer Musiker, Musiklehrer, Komponist und Musikverleger
- Abbey, Bel (1916–1992), Coushatta-US-amerikanischer Ethnologe
- Abbey, Edward (1927–1989), amerikanischer Naturforscher, Philosoph und Schriftsteller
- Abbey, Edwin Austin (1852–1911), US-amerikanischer Maler und Illustrator
- Abbey, Henry (1842–1911), US-amerikanischer Dichter
- Abbey, John (1785–1859), englischer Orgelbauer
- Abbey, John (* 1935), US-amerikanischer Schauspieler mit Karriere in Frankreich
- Abbey, John Roland (1894–1969), britischer Offizier und Bibliophiler
- Abbey, Joseph Leo Seko (* 1940), ghanaischer Diplomat
- Abbey, Leon (1900–1975), amerikanischer Jazzmusiker
- Abbey, Monroe (1904–1993), kanadischer Rechtsanwalt und Präsident des Canadian Jewish Congress
- Abbey, Nathan (* 1978), englischer Fußballspieler
- Abbey, Samuel Kojo (* 1997), ghanaischer Fußballspieler
- Abbeyson, M., englischer Seemaler

### Abbi
- Abbiate, Damian (* 1979), argentinischer Gewichtheber
- Abbiate, Luigi (1866–1933), französischer Komponist und Cellist
- Abbiati, Albino (1814–1890), italienisch-amerikanischer Kornettist, Posaunist und Kapellmeister
- Abbiati, Christian (* 1977), italienischer FußballtorhüterChristian Abbiati (* 1977)

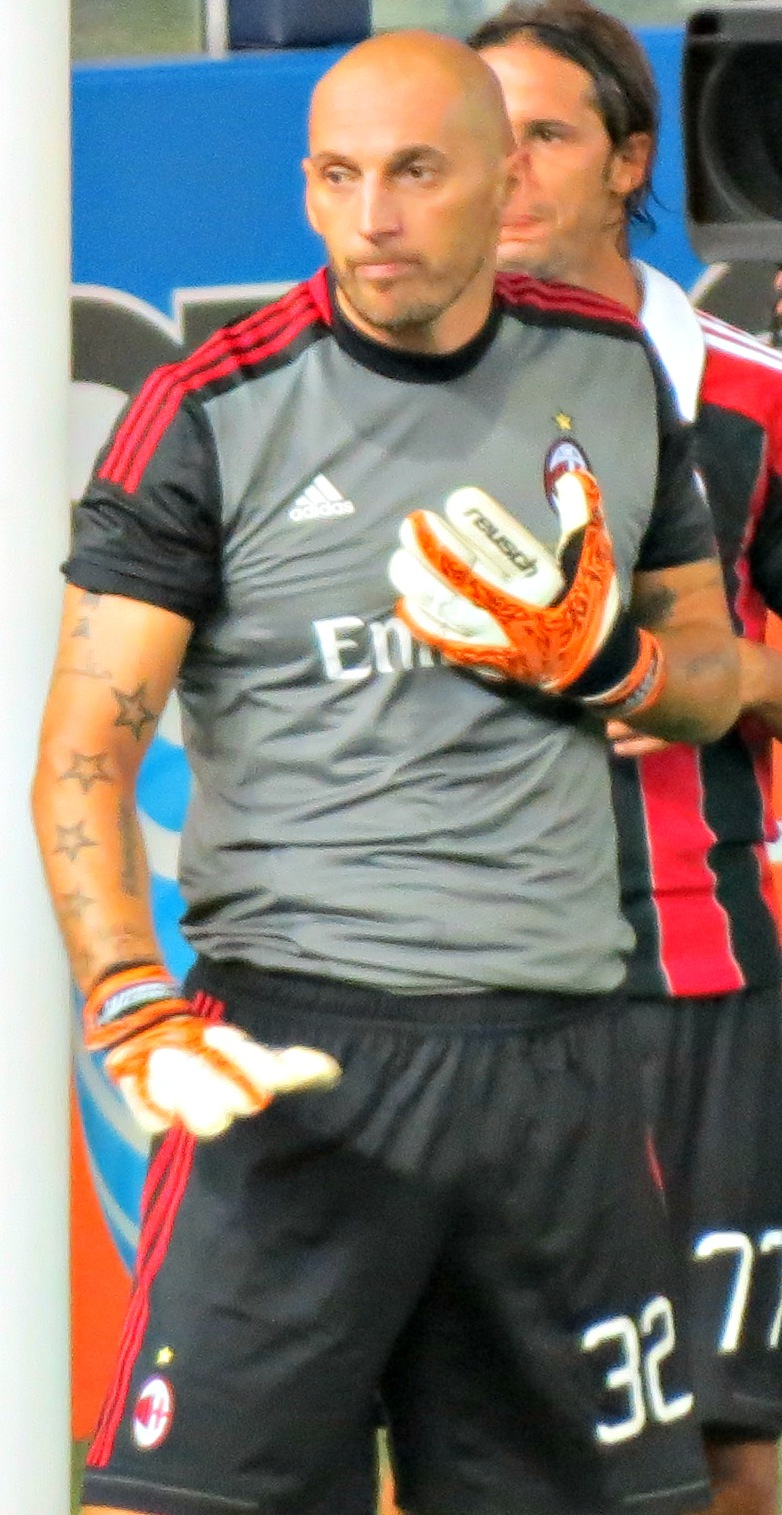
Christian Abbiati (* 1977)

- Abbiati, Dolores (1927–2001), italienische kommunistische Politikerin, Senatorin und Mitglied der Abgeordnetenkammer
- Abbiati, Filippo (1640–1715), italienischer Maler
- Abbiati, Franco (1898–1981), italienischer Musikwissenschaftler
- Abbiati, Gabriel, italienischer Geistlicher, Weihbischof von Pavia
- Abbie, A. G., schottischer Lehrer
- Abbinanti, Frank (* 1949), US-amerikanischer Komponist, Pianist und Posaunist
- Abbing, Jörg (* 1969), deutscher Organist und Musikwissenschaftler
- Abbingh, Lois (* 1992), niederländische Handballspielerin
- Abbington, Amanda (* 1974), britische SchauspielerinAmanda Abbington (* 1974)

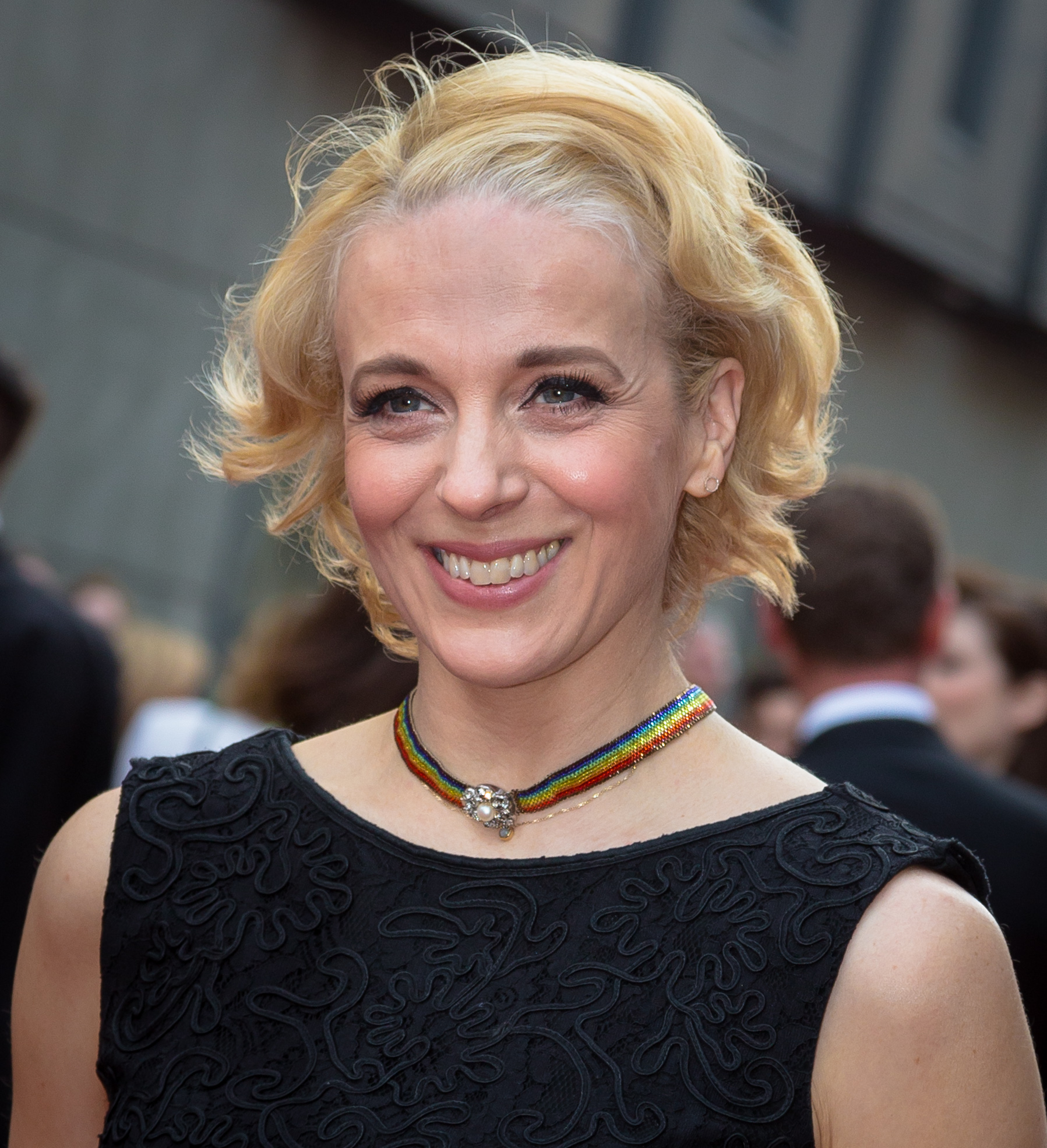
Amanda Abbington (* 1974)

- Abbink, Mike (* 1967), US-amerikanischer Schriftgestalter und Typograf
- Abbio, Alessandro (* 1971), italienischer Basketballspieler
- Abbiss, Keith (* 1932), englischer Fußballspieler
- Abbitt, Watkins Moorman (1908–1998), US-amerikanischer Politiker

### Abbj
- Abbjassow, Ruschan Rafikowitsch (* 1981), russische Islampersönlichkeit, Mitglied im Muftirat von Russland
- Abbjassow, Schamil (* 1957), kirgisischer Weit- und Dreispringer

### Abbo
- Abbo, römischer Terra-Sigillata-Töpfer
- Abbo († 716), Bischof von Verdun
- Abbo, Bischof von Nevers
- Abbo, Bischof von Maguelone
- Abbo († 937), Bischof von Soissons
- Abbo, Bischof von Saint-Jean-de-Maurienne
- Abbo, Bischof von Saintes
- Abbo Chen, Philippe (* 1962), tschadischer römisch-katholischer Ordensgeistlicher, Apostolischer Vikar von Mongo
- Abbo II. († 707), Bischof von Metz
- Abbo von Auxerre († 860), katholischer Heiliger
- Abbo von der Provence, fränkischer Adliger
- Abbo von Fleury († 1004), französischer Benediktiner und Mathematiker
- Abbo von Limoges, merowingischer Goldschmied und Münzmeister
- Abbo, Emmanuel (* 1969), kamerunischer Geistlicher und römisch-katholischer Bischof von Ngaoundéré
- Abbo, Jussuf (1890–1953), ägyptischer Künstler
- Abbody, Karar al- (* 1986), irakischer Sprinter
- Abbondanti, Antonio († 1653), italienischer Dichter und Schriftsteller
- Abbondanza, Jorge (1936–2020), uruguayischer Kulturjournalist, Kritiker und Künstler
- Abbondanza, Ugo (1893–1971), italienischer Offizier
- Abbondanzieri, Roberto (* 1972), argentinischer FußballspielerRoberto Abbondanzieri (* 1972)

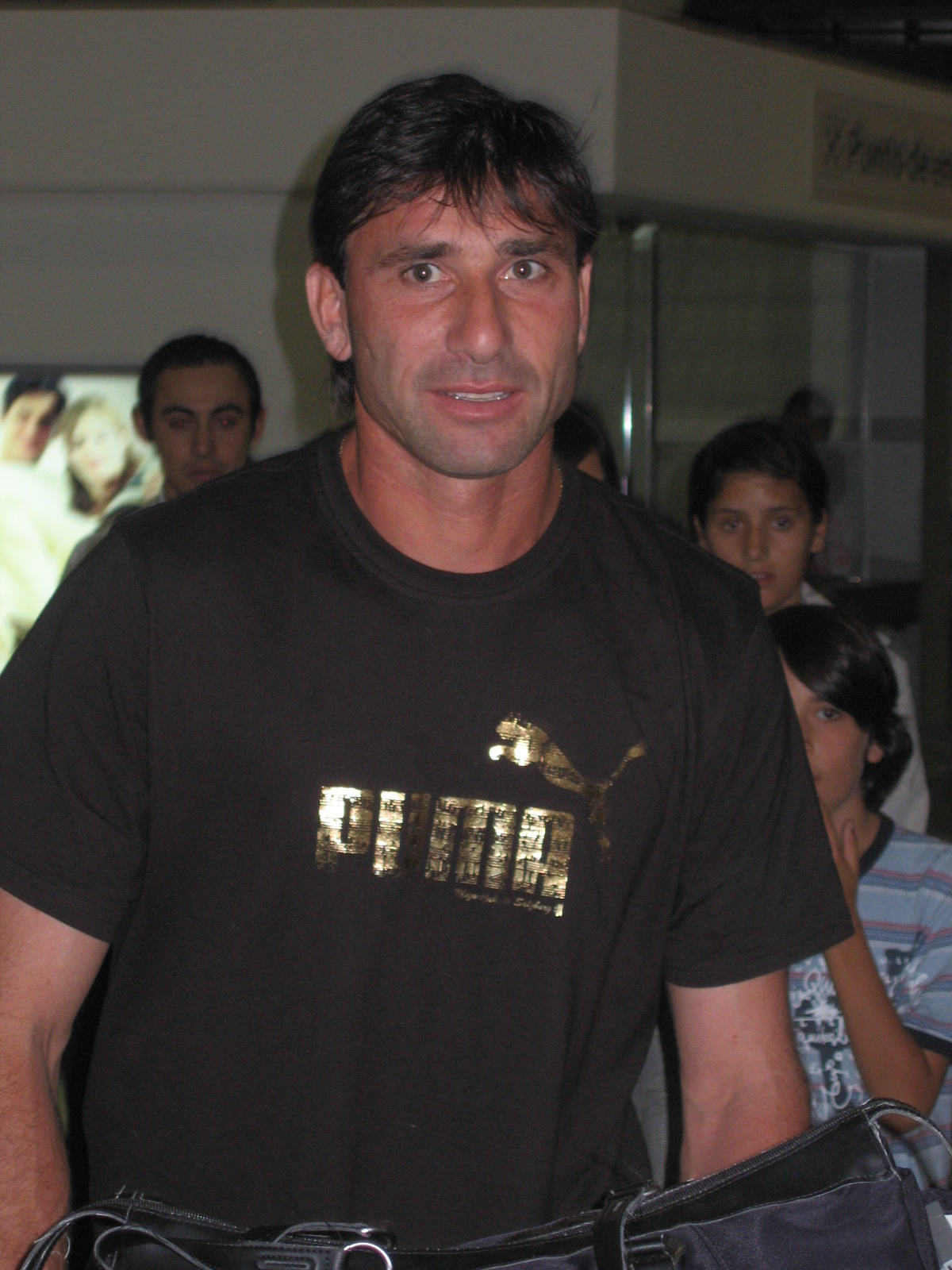
Roberto Abbondanzieri (* 1972)

- Abbondi, Antonio († 1549), venezianischer Bildhauer und Architekt
- Abbondio, Fiorenzo (1892–1980), Schweizer Bildhauer
- Abbondio, Valerio (1891–1958), Schweizer Lehrer und Dichter
- Abbondio-Künzle, Christine (1893–1961), Schweizer Schriftstellerin und Mundartdichterin
- Abbondo, Isidoro, italienischer Komponist
- Abbood, Salwan (* 1991), irakischer Gewichtheber
- Abbot, Abiel (1770–1828), US-amerikanischer Geistlicher
- Abbot, Benjamin (1762–1849), britisch-amerikanischer Schulleiter der Phillips Exeter Academy
- Abbot, Caroline (1839–1916), deutsche Schriftstellerin
- Abbot, Charles (1761–1817), britischer Botaniker und Entomologe
- Abbot, Charles Greeley (1872–1973), US-amerikanischer Astrophysiker
- Abbot, Charles S. (* 1945), amerikanischer Admiral der United States Navy
- Abbot, Charles, 1. Baron Colchester (1757–1829), britischer Politiker und Sprecher des Unterhauses
- Abbot, Charles, 2. Baron Colchester (1798–1867), britischer Peer, Admiral und Politiker
- Abbot, Ezra (1819–1884), US-amerikanischer Theologe und Hochschullehrer
- Abbot, George (1562–1633), englischer Prälat
- Abbot, George († 1649), englischer Autor geistlicher Werke und Politiker
- Abbot, Henry (1768–1840), britischer Architekturzeichner
- Abbot, Henry Larcom (1831–1927), US-amerikanischer Offizier und Pionier
- Abbot, James Lloyd junior (1918–2012), amerikanischer Konteradmiral der United States Navy
- Abbot, Jennifer (* 1998), südafrikanische Radsportlerin
- Abbot, Joel (1776–1826), US-amerikanischer Politiker
- Abbot, Joel (1793–1855), US-amerikanischer Marineoffizier
- Abbot, John (* 1751), amerikanischer Entomologe und Ornithologe
- Abbot, Joseph Hale (1802–1873), US-amerikanischer Gelehrter und Lehrer
- Abbot, Nick (* 1960), englischer Radiomoderator
- Abbot, Robert (1560–1618), englischer Geistlicher
- Abbot, Robert, englischer Geistlicher und theologischer Autor
- Abbot, Russ (* 1947), britischer Musiker, Komiker und Schauspieler
- Abbot, W. W. (1922–2009), amerikanischer Historiker
- Abbot, William (1790–1843), englischer Schauspieler und Theaterleiter
- Abbott, Alain (* 1938), französischer Akkordeonspieler und Komponist
- Abbott, Alan (* 1926), britischer Komponist und Dirigent
- Abbott, Alexander Crever (1860–1935), US-amerikanischer Hygieniker und Bakteriologe
- Abbott, Allan, US-amerikanischer Mediziner
- Abbott, Amos (1786–1868), US-amerikanischer Politiker
- Abbott, Anderson (1837–1913), kanadischer Arzt und Chirurg
- Abbott, Andrew (* 1948), amerikanischer Soziologe
- Abbott, Anthony (1930–2023), kanadischer Jurist und Politiker
- Abbott, Asahel (1805–1889), US-amerikanischer Komponist
- Abbott, Augustus (1804–1867), englischer Armeeoffizier
- Abbott, Austin (1831–1896), US-amerikanischer Jurist und Schriftsteller
- Abbott, Benjamin (1732–1796), US-amerikanischer methodistischer Prediger
- Abbott, Benjamin Vaughan (1830–1890), US-amerikanischer Jurist und Autor
- Abbott, Berenice (1898–1991), US-amerikanische Fotografin
- Abbott, Bert (1875–1911), englischer Fußballspieler
- Abbott, Bruce (* 1954), US-amerikanischer Schauspieler, Tänzer
- Abbott, Bud (1895–1974), US-amerikanischer Schauspieler, Produzent und Comedian
- Abbott, C. D. († 1864), US-amerikanischer Geiger und Komponist
- Abbott, Carl (* 1944), US-amerikanischer Historiker und Urbanist
- Abbott, Charles Conrad (1843–1919), US-amerikanischer Archäologe und Naturforscher
- Abbott, Charles, 1. Baron Tenterden (1762–1832), britischer Jurist
- Abbott, Charles, 3. Baron Tenterden (1834–1882), britischer Peer, Diplomat und Politiker
- Abbott, Christopher (* 1986), US-amerikanischer SchauspielerChristopher Abbott (* 1986)

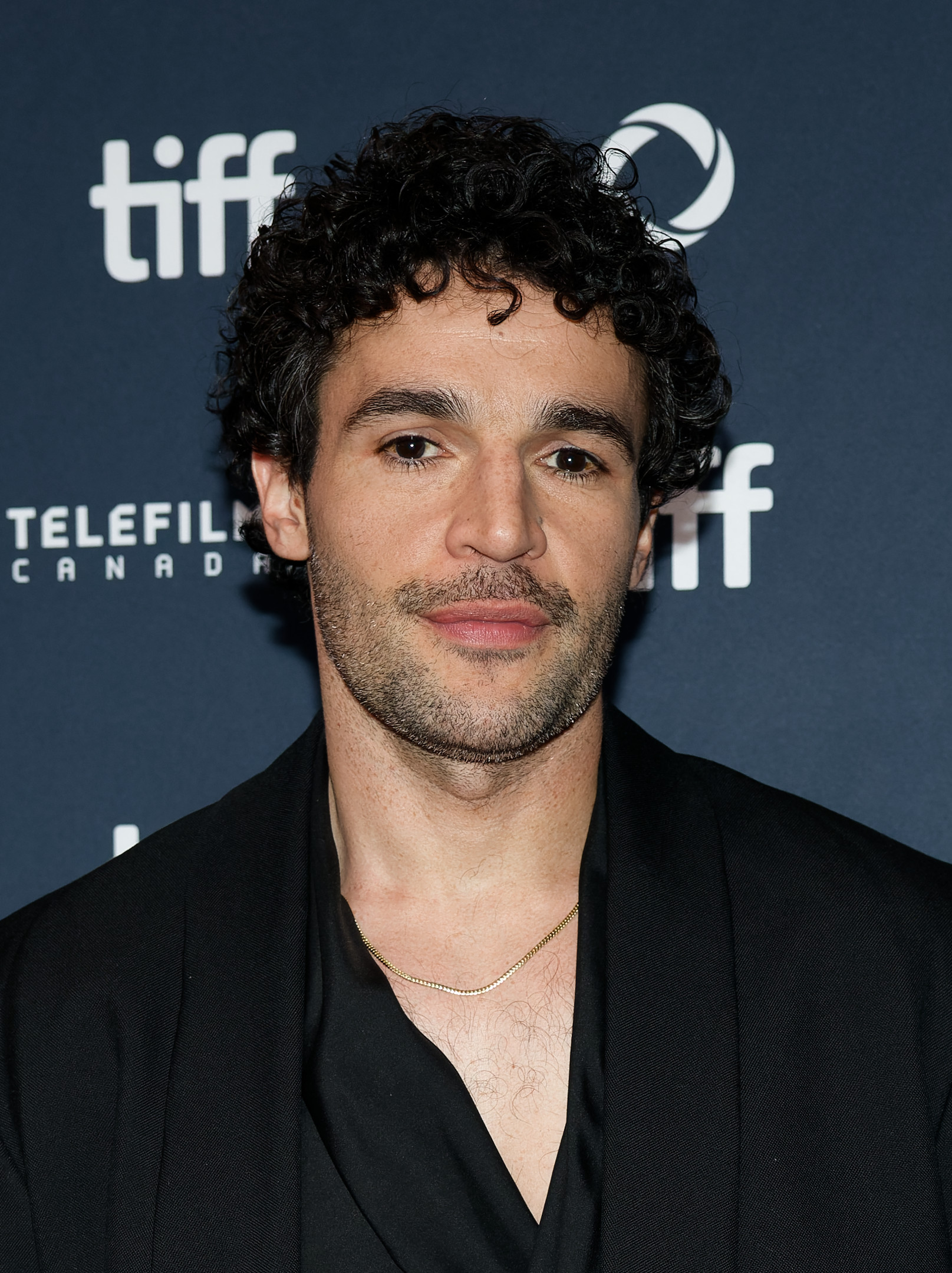
Christopher Abbott (* 1986)

- Abbott, Cleve (1892–1955), US-amerikanischer Leichtathlet, Football- und Basketballspieler sowie -trainer und Professor für Sportwissenschaft
- Abbott, Clifford (1916–1994), neuseeländischer Komponist
- Abbott, Daniel (1682–1760), britischer Politiker
- Abbott, David (1938–2014), britischer Werbetexter und Manager in der Werbung
- Abbott, Diahnne (* 1945), US-amerikanische Schauspielerin und Jazzsängerin
- Abbott, Diane (* 1953), britische Politikerin, erste Schwarze Frau im britischen ParlamentDiane Abbott (* 1953)

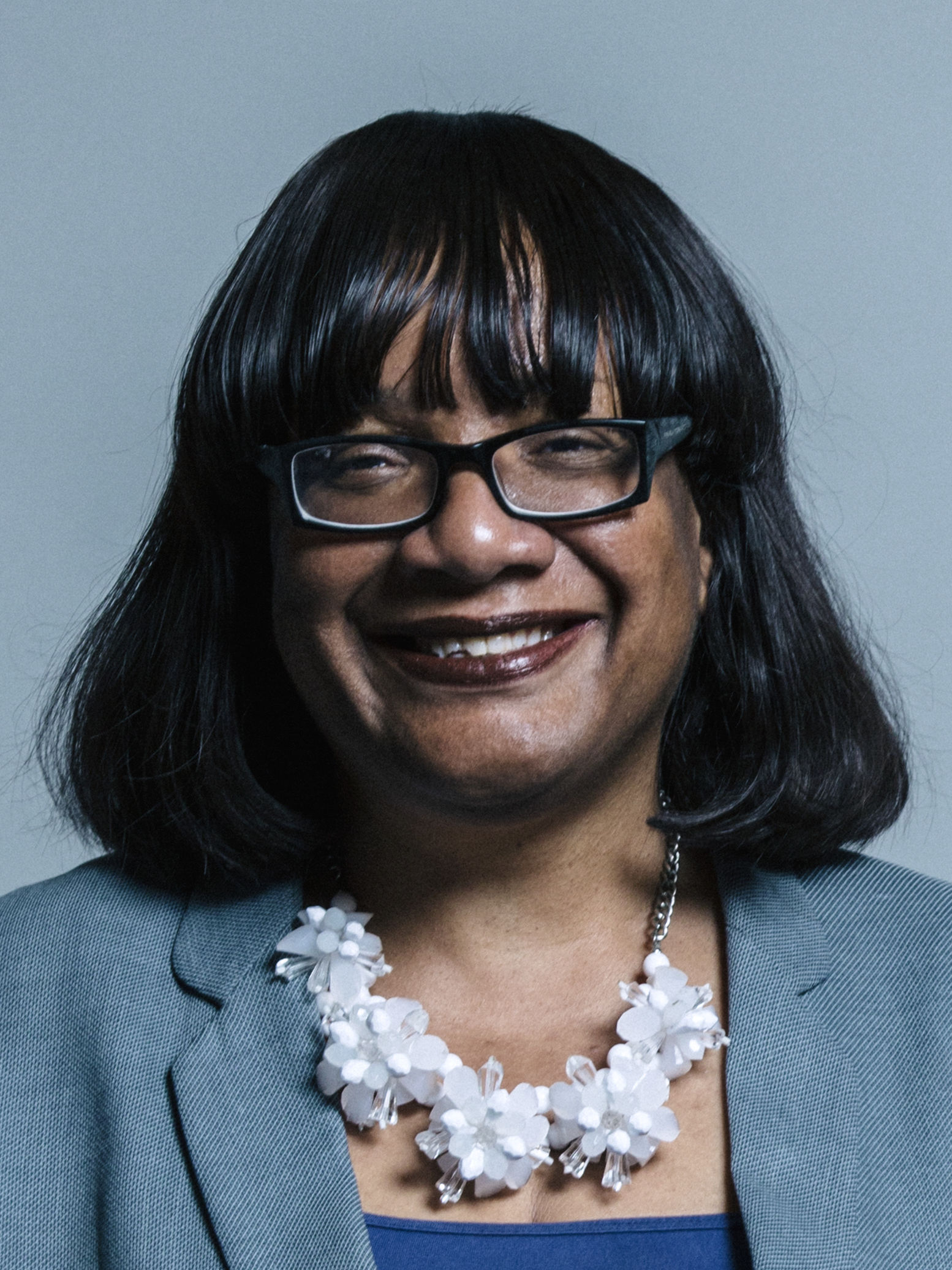
Diane Abbott (* 1953)

- Abbott, Douglas (1899–1987), kanadischer Politiker (Liberale Partei Kanadas)
- Abbott, Drew (* 1947), US-amerikanischer Gitarrist
- Abbott, Edith (1876–1957), US-amerikanische Sozialwissenschaftlerin, Sozialreformerin
- Abbott, Edward (1737–1791), englischer Maler
- Abbott, Edward (1841–1908), US-amerikanischer Geistlicher, Journalist und Autor
- Abbott, Edwin Abbott (1838–1926), britischer Theologe und Schriftsteller
- Abbott, Eleanor Hallowell (1872–1958), US-amerikanische Dichterin, Romanschriftstellerin und Kinderbuchautorin
- Abbott, Elenore (1876–1935), US-amerikanische Buchillustratorin, Bühnenbildnerin und Malerin
- Abbott, Elizabeth Robinson (1852–1926), US-amerikanische Pädagogin
- Abbott, Emma (1850–1891), US-amerikanische Opernsängerin mit Stimmlage Sopran
- Abbott, Eric (1929–1988), kanadischer Kapellmeister, Pianist, Organist, Kornettist, Komponist und Arrangeur
- Abbott, Ernest Frederick (1843–1916), britischer Unternehmer und Komponist
- Abbott, Ernest Hamlin (1870–1931), US-amerikanischer Theologe und Journalist
- Abbott, Evelyn (1843–1901), englischer Altertumswissenschaftler
- Abbott, F. R. (1892–1960), US-amerikanischer Filmtechniker
- Abbott, Frank Danford (1853–1944), US-amerikanischer Pianist, Musikkritiker und Komponist
- Abbott, Frank Frost (1860–1924), US-amerikanischer Klassischer Philologe
- Abbott, George (1803–1883), englischer Bildhauer
- Abbott, George (1887–1995), US-amerikanischer Drehbuchautor, Regisseur und Schauspieler
- Abbott, George Jacob (1892–1961), US-amerikanischer Musikpädagoge, Kapellmeister und Komponist
- Abbott, Gorham Dummer (1807–1874), US-amerikanischer Pfarrer, Erzieher und Autor
- Abbott, Grace (1878–1939), US-amerikanische Sozialreformerin und Hochschullehrerin
- Abbott, Greg (* 1957), US-amerikanischer PolitikerGreg Abbott (* 1957)

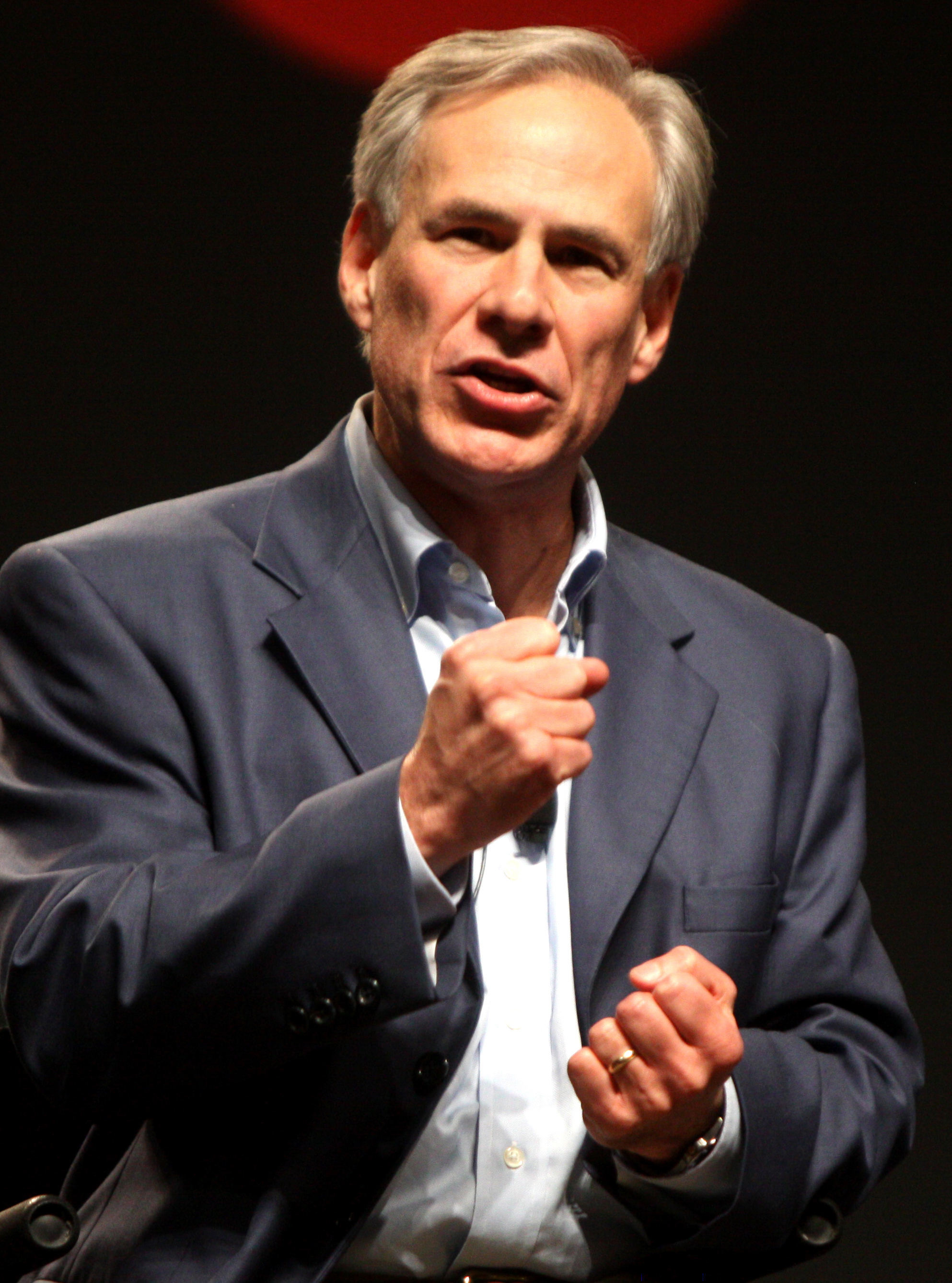
Greg Abbott (* 1957)

- Abbott, Gregory (* 1954), amerikanischer Musiker, Sänger, Komponist und Musikproduzent
- Abbott, Gypsy (1896–1952), amerikanische Bühnen- und Stummfilmschauspielerin
- Abbott, Henry (* 1947), irischer Politiker und Richter
- Abbott, Ira Coray (1824–1908), US-amerikanischer Brevet-Brigadegeneral der Army im Sezessionskrieg
- Abbott, Isabella (1919–2010), hawaiische Phykologin und Ethnobotanikerin
- Abbott, Jack (1943–2002), englischer Fußballspieler
- Abbott, Jack Henry (1944–2002), US-amerikanischer Kapitalverbrecher und Schriftsteller
- Abbott, Jacob (1803–1879), amerikanischer Jugendschriftsteller
- Abbott, Jacqui (* 1973), englische SängerinJacqui Abbott (* 1973)

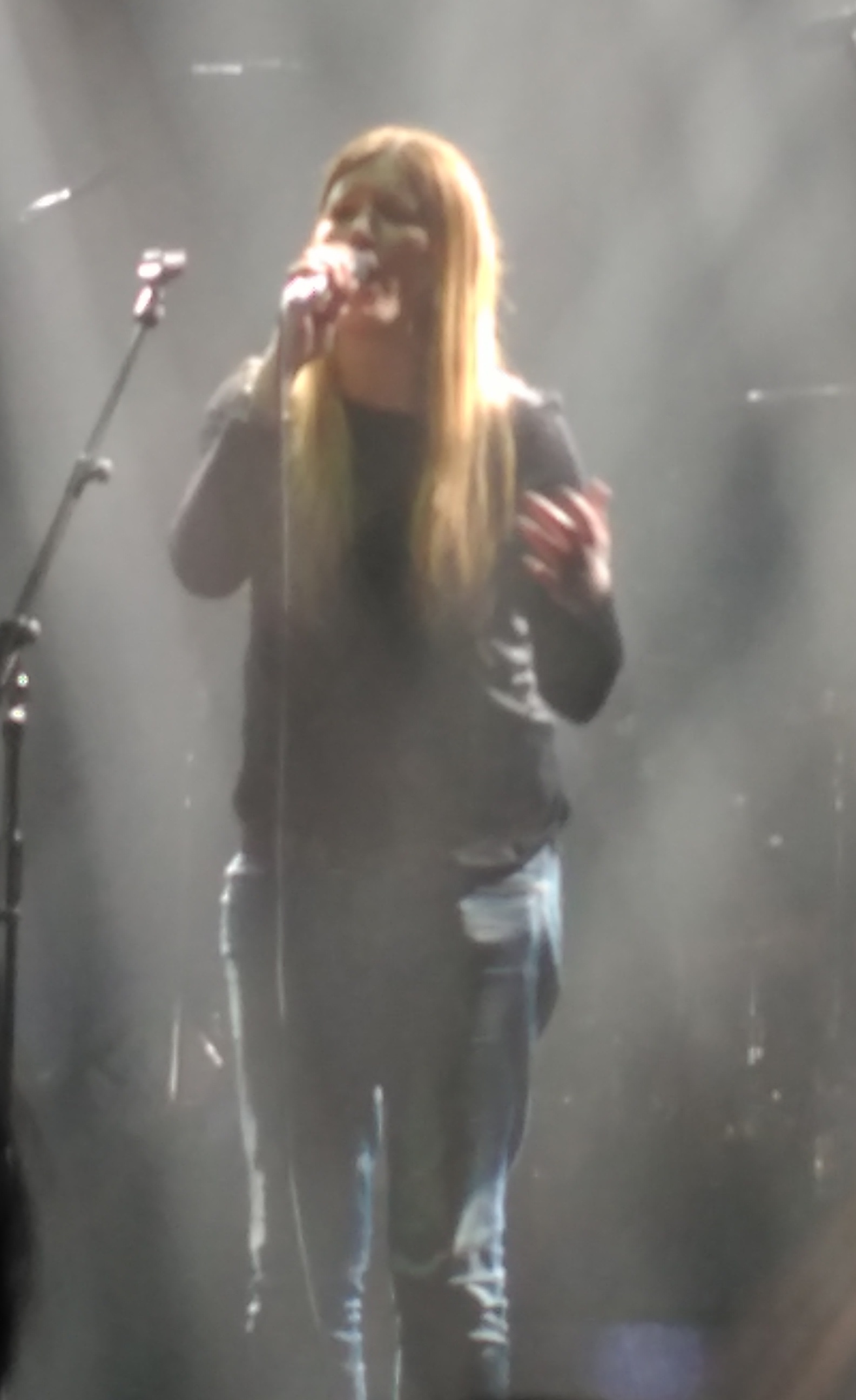
Jacqui Abbott (* 1973)

- Abbott, James (1807–1896), britischer Militär im Kolonial-Indien
- Abbott, James (1892–1952), englischer Fußballspieler
- Abbott, Jane (1851–1934), US-amerikanische Sängerin, Pianistin und Komponistin
- Abbott, Jeff (* 1963), US-amerikanischer Schriftsteller
- Abbott, Jeremy (* 1985), US-amerikanischer Eiskunstläufer
- Abbott, John (1821–1893), kanadischer Anwalt, Unternehmer, Professor und Politiker
- Abbott, John (1905–1996), britischer Schauspieler
- Abbott, John Morrill (1829–1868), US-amerikanischer Organist und Komponist
- Abbott, John S. (1807–1881), US-amerikanischer Anwalt und Politiker
- Abbott, John Stevens Cabot (1805–1877), US-amerikanischer Theologe und Schriftsteller
- Abbott, John White (1763–1851), englischer Landschaftsmaler
- Abbott, Joseph (1840–1908), US-amerikanischer Politiker
- Abbott, Joseph Carter (1825–1881), US-amerikanischer Jurist, Journalist, Geschäftsmann und Politiker
- Abbott, Joseph Palmer (1842–1901), australischer Politiker, Sprecher und Mitglied der Legislativversammlung von New South Wales
- Abbott, Josiah Gardner (1814–1891), US-amerikanischer Politiker
- Abbott, Katy (* 1971), australische Komponistin und Musikpädagogin
- Abbott, Keith (* 1944), US-amerikanischer Schriftsteller
- Abbott, Keith Edward (1814–1873), britischer Diplomat
- Abbott, Kenneth (1919–2002), britischer Organist, Chorleiter und Komponist
- Abbott, Kenneth Morgan (1906–1988), US-amerikanischer klassischer Philologe
- Abbott, Kurt (* 1969), US-amerikanischer Baseballspieler
- Abbott, L. B. (1908–1985), US-amerikanischer Kameramann und Spezialeffektkünstler
- Abbott, Larry, US-amerikanischer Jazzmusiker (Altsaxophon, Klarinette, auch Kazoo, Gesang)
- Abbott, Laurence F. (* 1950), US-amerikanischer Physiker und Neurowissenschaftler
- Abbott, Lawrence (1902–1985), US-amerikanischer Pianist, Musikschriftsteller und Professor für Wirtschaft
- Abbott, Lemuel († 1776), englischer Kleriker und Dichter
- Abbott, Lemuel Francis († 1802), englischer Maler
- Abbott, Leo (* 1950), US-amerikanischer Organist und Komponist
- Abbott, Lyman (1835–1922), US-amerikanischer Religionsphilosoph
- Abbott, Mara (* 1985), US-amerikanische Radrennfahrerin
- Abbott, Margaret (1876–1955), amerikanische Golfspielerin
- Abbott, Maude (1869–1940), kanadische Ärztin
- Abbott, Megan (* 1971), US-amerikanische Schriftstellerin
- Abbott, Nabia (1897–1981), US-amerikanische Islamwissenschaftlerin, Paläografin und Papyrologin
- Abbott, Nehemiah (1804–1877), US-amerikanischer Politiker
- Abbott, Norman (1922–2016), US-amerikanischer Regisseur und Produzent
- Abbott, Oscar (1890–1969), US-amerikanischer Offizier der US Army
- Abbott, Othman A. (1842–1935), US-amerikanischer Politiker
- Abbott, Paul (* 1960), britischer Filmproduzent und DrehbuchautorPaul Abbott (* 1960)

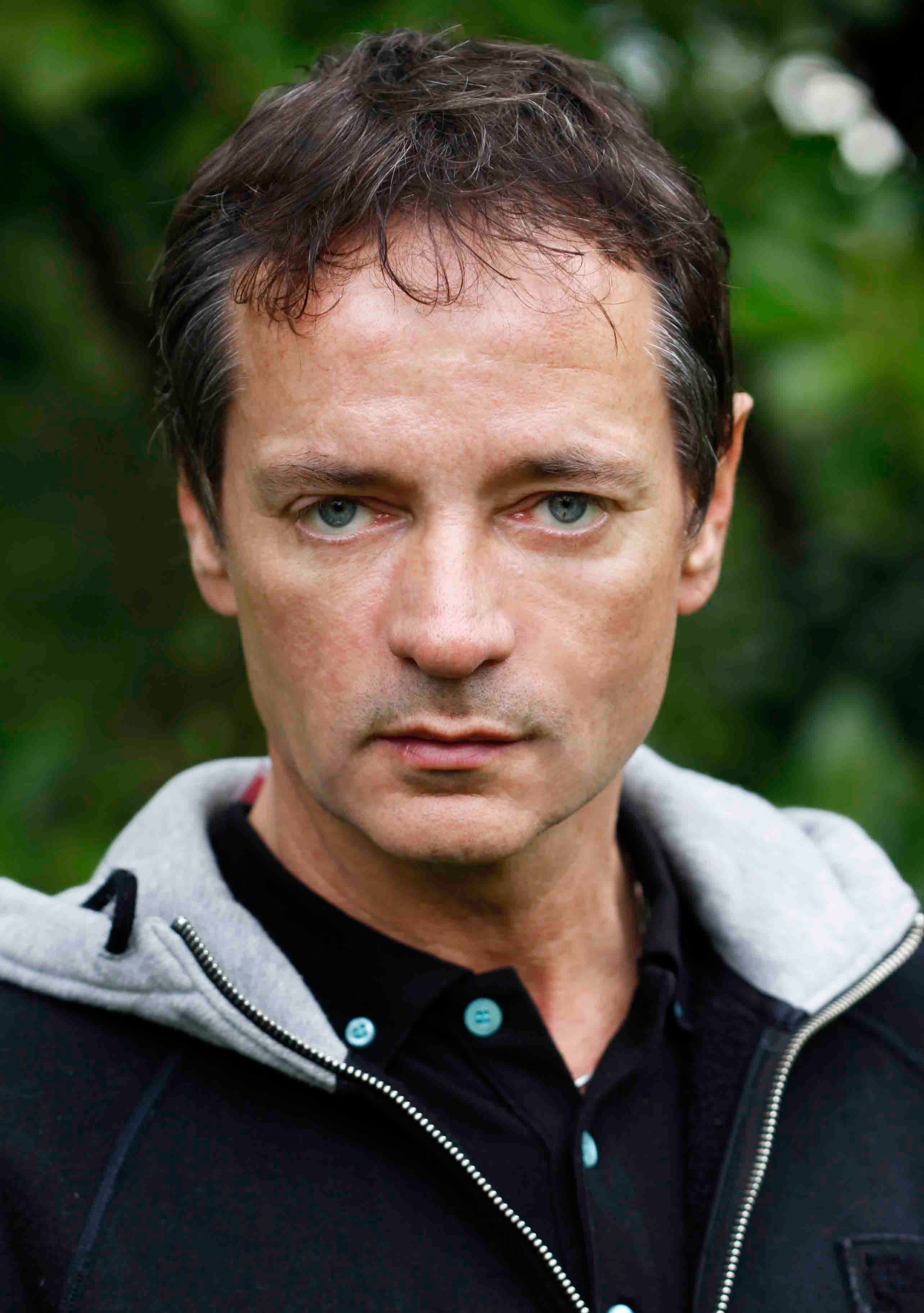
Paul Abbott (* 1960)

- Abbott, Paweł (* 1982), polnischer Fußballspieler
- Abbott, Peter (1942–2015), britischer Admiral
- Abbott, R. Tucker (1919–1995), US-amerikanischer Malakologe
- Abbott, Richard Atkinson (1883–1954), neuseeländischer Architekt
- Abbott, Richmond, englischer Tiermaler
- Abbott, Robert (1933–2018), US-amerikanischer Spieleautor
- Abbott, Roderick (* 1938), britischer Diplomat und stellvertretender Generaldirektor der Welthandelsorganisation
- Abbott, Roy (1927–2004), australischer Politiker, Abgeordneter und Minister
- Abbott, Ruth Eloise (1902–1996), US-amerikanische Komponistin
- Abbott, Samuel Warren (1837–1904), US-amerikanischer Arzt und Statistiker
- Abbott, Saunders Alexius (1811–1894), britischer Militär und Verwaltungsbeamter in Britisch-Indien
- Abbott, Sean (* 1992), australischer Cricketspieler
- Abbott, Senda Berenson (1868–1954), US-amerikanische Sportlehrerin
- Abbott, Spencer (* 1988), kanadischer Eishockeyspieler
- Abbott, Stanley William (1908–1975), US-amerikanischer Landschaftsarchitekt
- Abbott, Tank (* 1963), US-amerikanischer Mixed-Martial-Arts-Kämpfer und Wrestler
- Abbott, Thomas Eastoe (1786–1854), englischer Dichter
- Abbott, Tierra (* 1990), US-amerikanische Schauspielerin und Stuntfrau
- Abbott, Tony (* 1957), australischer PolitikerTony Abbott (* 1957)

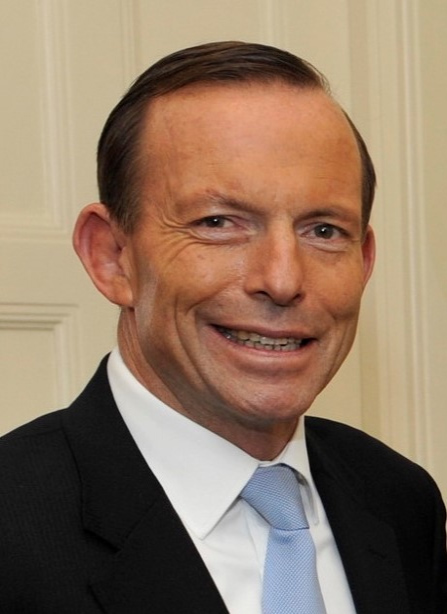
Tony Abbott (* 1957)

- Abbott, Walter (1877–1941), englischer Fußballspieler
- Abbott, Walter (1898–1945), englischer Fußballspieler
- Abbott, Wilbur Cortez (1869–1947), US-amerikanischer Historiker und Pädagoge
- Abbott, Wilhelmina Hay (1884–1957), englisch-britische Autorin, Journalistin, Suffragette und Pazifistin
- Abbott, William Louis (1860–1936), US-amerikanischer Arzt, Naturforscher und Ornithologe
- Abbott-Watt, Thorhilda (* 1955), britische Diplomatin
- Abbotts, John (1924–2008), englischer Fußballspieler
- Abbou, Olivier (* 1973), französischer Drehbuchautor, Filmregisseur und Filmproduzent
- Abboud, Abdo (* 1942), syrischer Germanist und Komparatist
- Abboud, Aline (* 1988), deutsche Journalistin, Fernsehmoderatorin und RedakteurinAline Abboud (* 1988)

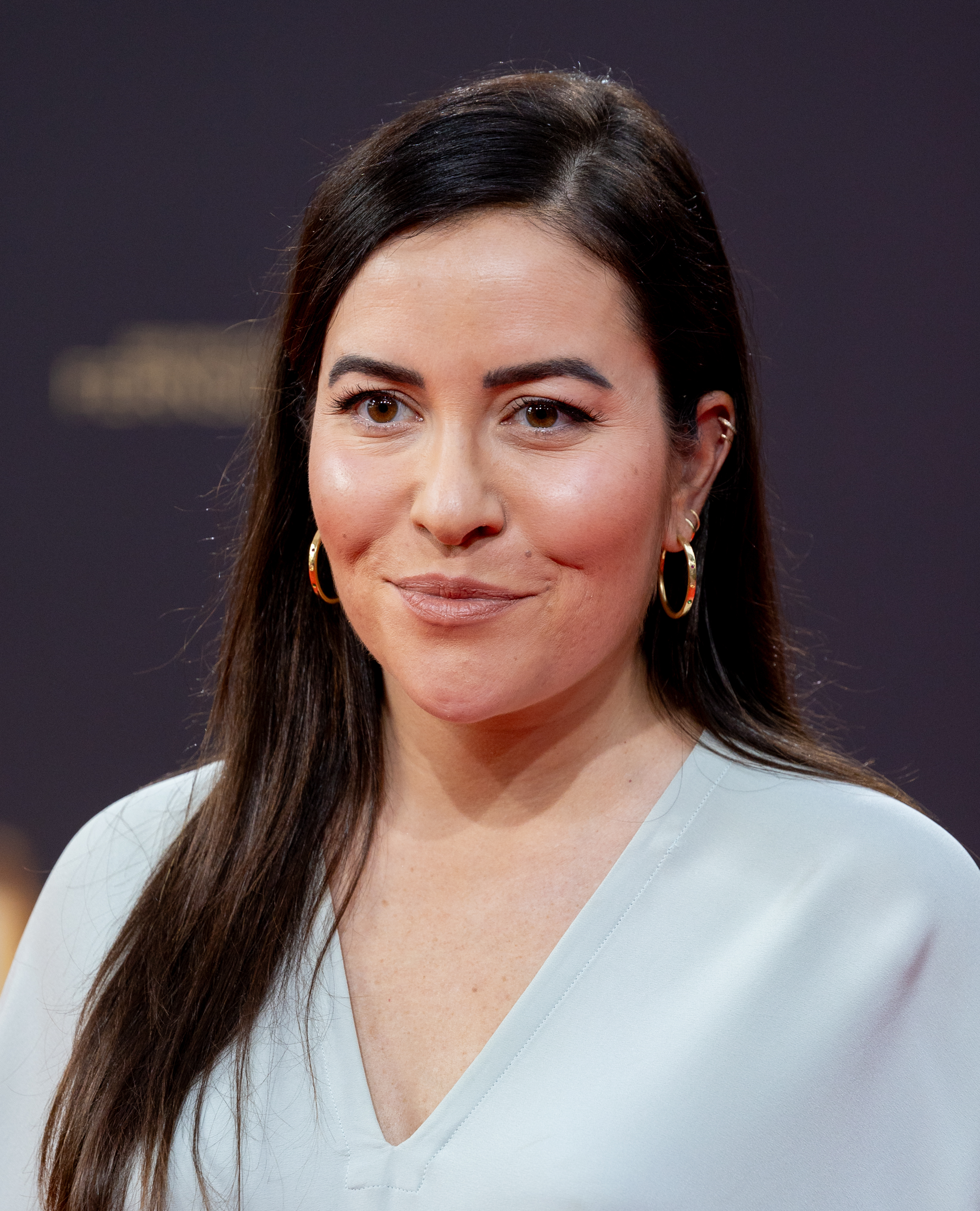
Aline Abboud (* 1988)

- Abboud, Hassan († 2014), syrischer Militär
- Abboud, Layāl (* 1982), libanesische Sängerin und Schauspielerin
- Abboud, Omar (* 1966), Direktor des Instituts für Interreligiösen Dialog (Buenos Aires)

### Abbr
- Abbrederis, Johann Matthäus, österreichischer Orgelbauer
- Abbring, Kevin (* 1989), niederländischer Rallyefahrer
- Abbruzzese, Dave (* 1968), US-amerikanischer SchlagzeugerDave Abbruzzese (* 1968)

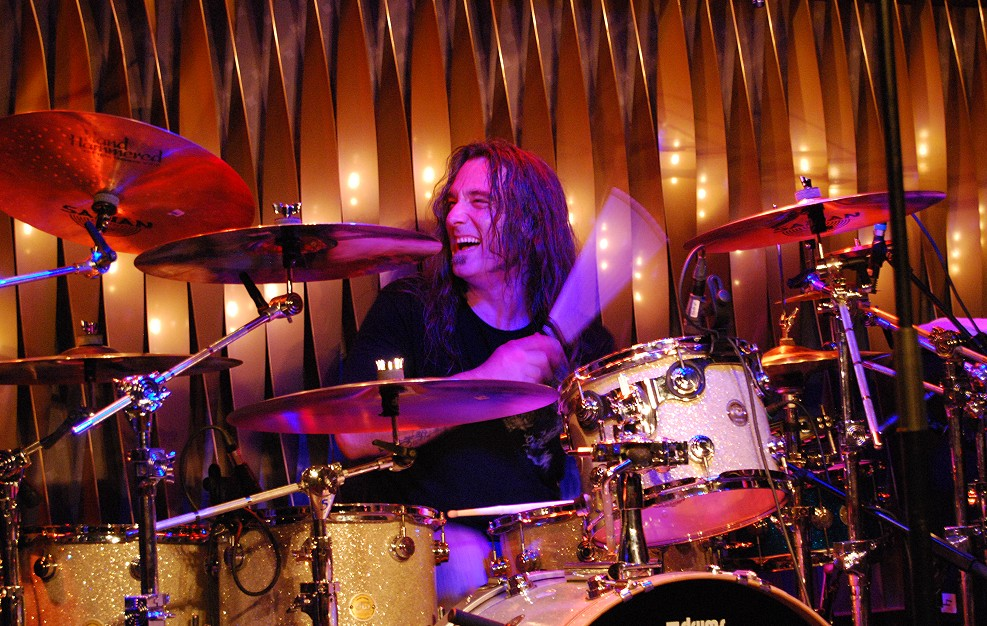
Dave Abbruzzese (* 1968)

- Abbruzzese, Giacomo (* 1983), italienischer Filmregisseur und Drehbuchautor
- Abbruzzo, Michele (1904–1996), italienischer Schauspieler

### Abbs
- Abbs, Tom (* 1972), US-amerikanischer Jazzmusiker

### Abbt
- Abbt, Alexandra (* 1971), Schweizer Politikerin (CVP)
- Abbt, Benedikt (1768–1847), bayerischer katholischer Theologe und Abgeordneter
- Abbt, Christine (* 1974), Schweizer Philosophin
- Abbt, Georg (1716–1757), Schweizer evangelischer Geistlicher
- Abbt, Mathilde (1890–1957), Schweizer Malerin und Zeichenlehrerin
- Abbt, Thomas (1738–1766), deutscher Schriftsteller und Philosoph

### Abbu
- Abbu, König von Hatra, Gemahlin von Sanatruq II.
- Abbud, Ibrahim (1900–1983), sudanesischer Offizier und Politiker, Präsident
- Abbud, Karimeh (1893–1940), palästinensische Fotografin
- Abbuehl, Susanne (* 1970), Schweizer Jazzsängerin
- Abbühl, Emanuel (* 1959), Schweizer Oboist, Dirigent und Oboen-Pädagoge
- Abbühl, Martin (* 1961), Schweizer Jazzmusiker (Geige, Gesang)